# Resultados do Carnaval de Manaus em 2020
Nesta página são apresentados todos os resultados dos Desfiles das Escolas de Samba do Carnaval de Manaus em 2020. 
Pelo Grupo Especial, a agremiação Mocidade Independente de Aparecida conquistou o campeonato com um enredo sobre diversos rituais praticados ao longo da história da humanidade. O vice-campeonato ficou com a Reino Unido da Liberdade que exaltou o turismo no Amazonas. Em último lugar, a Mocidade Independente do Coroado volta a desfilar no Grupo de Acesso A em 2021.
No Grupo de Acesso A, a Vila da Barra sagrou-se campeã ao homenagear o líder religioso Mestre Adonai, retornando ao Grupo Especial após um ano de ausência. Na apuração das notas, a Unidos da Cidade Nova ficou em nono lugar, sendo rebaixada para o Grupo de Acesso B. A Balaku Blaku não desfilou devido a questões financeiras internas. Conforme regulamento, a agremiação também foi rebaixada para o Grupo de Acesso B em 2021.
Pelo Grupo de Acesso B o título ficou com a Mocidade Independente da Raiz que abordou em seu enredo as lendas da região amazônica.

## Grupo Especial
Notas
| AGREMIAÇÃO                                         | EVOLUÇÃO | EVOLUÇÃO | EVOLUÇÃO | SAMBA ENREDO | SAMBA ENREDO | SAMBA ENREDO | BATERIA | BATERIA | BATERIA | ENREDO | ENREDO | ENREDO | COMISSÃO DE FRENTE | COMISSÃO DE FRENTE | COMISSÃO DE FRENTE | MESTRE SALA & PORTA BANDEIRA | MESTRE SALA & PORTA BANDEIRA | MESTRE SALA & PORTA BANDEIRA | HARMONIA | HARMONIA | HARMONIA | ALEGORIAS & ADEREÇOS | ALEGORIAS & ADEREÇOS | ALEGORIAS & ADEREÇOS | FANTASIA | FANTASIA | FANTASIA | PEN. | TOTAL |
| Primos da Ilha                                     | 9,8      | 9,5      | 9,8      | 9,9          | 9,8          | 9,8          | 9,8     | 9,8     | 10      | 9,9    | 10     | 9,7    | 9,7                | 9,9                | 9,9                | 9,8                          | 9,8                          | 9,7                          | 9,8      | 9,8      | 9,7      | 9,7                  | 9,6                  | 9,6                  | 9,7      | 9,5      | 9,7      | -0,6 | 176,1 |
| Alvorada                                           | 9,9      | 9,4      | 9,6      | 10           | 9,8          | 9,9          | 9,8     | 10      | 10      | 9,8    | 9,8    | 9,7    | 9,7                | 9,8                | 9,8                | 10                           | 9,8                          | 10                           | 9,8      | 9,8      | 9,8      | 9,8                  | 9,8                  | 9,9                  | 9,8      | 9,5      | 9,7      | -0,2 | 177,2 |
| Ciganos                                            | 9,8      | 9,5      | 9,6      | 10           | 9,8          | 9,8          | 10      | 9,9     | 10      | 10     | 9,8    | 9,9    | 9,9                | 9,7                | 9,9                | 9,9                          | 9,8                          | 9,7                          | 9,8      | 9,9      | 9,7      | 9,7                  | 9,6                  | 9,7                  | 9,9      | 9,6      | 9,8      |      | 177,4 |
| Reino Unido                                        | 10       | 9,4      | 9,7      | 10           | 9,9          | 9,9          | 10      | 10      | 9,8     | 10     | 10     | 9,9    | 10                 | 9,9                | 10                 | 9,9                          | 9,9                          | 10                           | 9,9      | 9,8      | 9,9      | 10                   | 9,8                  | 10                   | 10       | 9,5      | 9,7      |      | 179   |
| Grande Família                                     | 9,9      | 9,6      | 9,7      | 10           | 9,8          | 9,9          | 10      | 10      | 10      | 10     | 9,8    | 10     | 10                 | 10                 | 10                 | 10                           | 10                           | 10                           | 9,9      | 9,9      | 9,8      | 10                   | 9,7                  | 9,9                  | 10       | 9,6      | 9,7      |      | 178,9 |
| Aparecida                                          | 10       | 9,7      | 9,9      | 10           | 10           | 9,8          | 10      | 10      | 10      | 10     | 10     | 10     | 10                 | 9,9                | 10                 | 10                           | 10                           | 10                           | 10       | 10       | 10       | 10                   | 9,9                  | 10                   | 10       | 9,7      | 10       |      | 179,9 |
| Vitória Régia                                      | 9,7      | 9,6      | 9,6      | 9,4          | 9,8          | 9,8          | 9,9     | 9,7     | 9,7     | 9,7    | 9,7    | 9,7    | 9,9                | 9,8                | 9,8                | 10                           | 9,9                          | 10                           | 9,6      | 9,8      | 9,6      | 9,6                  | 9,8                  | 9,8                  | 9,6      | 9,5      | 9,7      |      | 175,9 |
| Coroado                                            | 9,4      | 8,8      | 9,6      | 10           | 9,8          | 9,7          | 9,8     | 9,6     | 9,7     | 9      | 9,4    | 9,6    | 9,9                | 9,9                | 9,7                | 9,7                          | 9,4                          | 9,8                          | 9,6      | 9,6      | 9,5      | 9,5                  | 9,6                  | 9,6                  | 9        | 9,4      | 9,7      | -0,9 | 173,2 |
| OBS.: A menor nota de cada quesito foi descartada. |          |          |          |              |              |              |         |         |         |        |        |        |                    |                    |                    |                              |                              |                              |          |          |          |                      |                      |                      |          |          |          |      |       |

Classificação Final
| Pos | Escola de Samba                    | Enredo                                                                                         | Pts   | Classificação ou rebaixamento       |
| --- | ---------------------------------- | ---------------------------------------------------------------------------------------------- | ----- | ----------------------------------- |
| 1   | Mocidade Independente de Aparecida | Rituais                                                                                        | 179,9 | Campeã do Carnaval 2020             |
| 2   | Reino Unido da Liberdade           | Turismo: Amazonas de braços abertos para o mundo, uma viagem fantástica!                       | 179   |                                     |
| 3   | A Grande Família                   | Sou manauara. Há 350 anos sentindo orgulho do meu chão                                         | 178,9 |                                     |
| 4   | Andanças de Ciganos                | Leite – O líquido da vida no deleite do carnaval                                               | 177,4 |                                     |
| 5   | Unidos do Alvorada                 | "Oi, eu estou aqui!" Alvorada com um cromossomo a mais mostra que ser diferente é normal       | 177,2 |                                     |
| 6   | Primos da Ilha                     | A Promessa – Da Capadócia aos tambores africanos. Salve Jorge!                                 | 176,1 |                                     |
| 7   | Vitória Régia                      | Wernher Botelho é coisa nossa! O abuso é verde e rosa                                          | 175,9 |                                     |
| 8   | Mocidade Independente do Coroado   | Do barro ao petróleo verde, a Mocidade vem coroar o sonho maturo, Iranduba, a Cidade do Futuro | 173,2 | Desce para o Grupo de Acesso A 2021 |

## Grupo de Acesso A
Notas
| AGREMIAÇÃO | FANTASIA | FANTASIA | FANTASIA | EVOLUÇÃO | EVOLUÇÃO | EVOLUÇÃO | ALEGORIAS & ADEREÇOS | ALEGORIAS & ADEREÇOS | ALEGORIAS & ADEREÇOS | SAMBA ENREDO | SAMBA ENREDO | SAMBA ENREDO | MESTRE SALA & PORTA BANDEIRA | MESTRE SALA & PORTA BANDEIRA | MESTRE SALA & PORTA BANDEIRA | COMISSÃO DE FRENTE | COMISSÃO DE FRENTE | COMISSÃO DE FRENTE | ENREDO | ENREDO | ENREDO | HARMONIA | HARMONIA | HARMONIA | BATERIA | BATERIA | BATERIA | PEN. | TOTAL |
| Império do Hawaí | 9        | 9,4      | 9,5      | 9,7      | 9,8      | 9,2      | 9,7                  | 9,7                  | 9,6                  | 9,9          | 9,5          | 9,6          | 9,3                          | 9,7                          | 9,6                          | 9,9                | 9,7                | 10                 | 9,8    | 9,5    | 9,8    | 9,8      | 9,8      | 9,5      | 9,7     | 9,8     | 9,9     |      | 175,4 |
| S. Compromisso | 9,5      | 9,7      | 9,4      | 9,5      | 9,8      | 9        | 9,6                  | 9,7                  | 9,5                  | 9,8          | 10           | 9,8          | 9,9                          | 9,8                          | 9,8                          | 9,9                | 10                 | 9,9                | 10     | 9,7    | 9,5    | 9,7      | 9,8      | 9,6      | 9,8     | 10      | 10      |      | 176,4 |
| Cidade Alta | 9,4      | 9,6      | 9,4      | 9,8      | 9,7      | 9,2      | 9,7                  | 9,2                  | 9,6                  | 9,8          | 10           | 10           | 9,9                          | 9,8                          | 10                           | 9,9                | 9,8                | 9,7                | 10     | 9,9    | 10     | 9,8      | 9,9      | 9,5      | 9,8     | 10      | 10      |      | 177,1 |
| Cidade Nova | 9,3      | 9,5      | 9,5      | 9,8      | 9,7      | 9,2      | 9,6                  | 9,3                  | 9,5                  | 8            | 8            | 8            | 9,9                          | 9,9                          | 10                           | 9,9                | 9,9                | 9.6                | 9,9    | 9,5    | 9,4    | 9,8      | 9,7      | 9,5      | 9,7     | 9,9     | 9,9     |      | 172   |
| Tradição | 9,7      | 9,7      | 9,7      | 9,9      | 9,8      | 9,1      | 9,7                  | 9,7                  | 9,7                  | 8            | 8            | 8            | 10                           | 10                           | 10                           | 9,6                | 9,3                | 9,6                | 10     | 9,8    | 10     | 9,8      | 9,6      | 9,8      | 9,9     | 9,9     | 10      |      | 173,2 |
| Beija-Flor | 9,3      | 9,5      | 9,4      | 9,9      | 9,8      | 9,1      | 9,7                  | 9,8                  | 9,6                  | 8            | 8            | 8            | 9,9                          | 9,9                          | 9,9                          | 9,9                | 9,7                | 9,8                | 10     | 9,7    | 9,8    | 9,7      | 9,7      | 9,7      | 9,9     | 10      | 10      | -0,5 | 172,3 |
| P. Vargas | 9        | 9,4      | 9,5      | 9,9      | 9,9      | 9,5      | 9,9                  | 9,8                  | 9,8                  | 9,8          | 10           | 10           | 9,9                          | 10                           | 9,9                          | 10                 | 10                 | 10                 | 10     | 9,7    | 9,8    | 10       | 9,7      | 9,5      | 10      | 10      | 10      |      | 177,8 |
| Vila da Barra | 9,3      | 9,6      | 9,5      | 10       | 9,9      | 9,4      | 9,9                  | 9,6                  | 9,9                  | 9,9          | 10           | 10           | 10                           | 10                           | 10                           | 9,9                | 10                 | 10                 | 10     | 9,9    | 10     | 9,7      | 9,9      | 9,9      | 10      | 10      | 10      |      | 178,6 |
| Dragões | 9,9      | 9,6      | 9,5      | 9,8      | 9,7      | 9        | 9,8                  | 9,8                  | 9,8                  | 10           | 10           | 10           | 10                           | 9,9                          | 10                           | 10                 | 9,8                | 9,8                | 10     | 9,4    | 9,5    | 9,8      | 9,8      | 9,5      | 9,9     | 9,9     | 9,8     | -2,5 | 174,8 |
| OBS.: A menor nota de cada quesito foi descartada. As agremiações Unidos da Cidade Nova, Tradição Leste e Beija-Flor do Norte receberam nota 8 no quesito Samba Enredo por não terem entregue a letra do samba no período previsto pelo regulamento do Carnaval 2020. |          |          |          |          |          |          |                      |                      |                      |              |              |              |                              |                              |                              |                    |                    |                    |        |        |        |          |          |          |         |         |         |      |       |

Classificação Final
| Pos | Escola de Samba           | Enredo | Pts   | Classificação ou rebaixamento       |
| --- | ------------------------- | --- | ----- | ----------------------------------- |
| 1   | Vila da Barra             | Fé sem conhecimento é fanatismo – A trajetória de Mestre Adonai | 178,6 | Sobe para o Grupo Especial 2021     |
| 2   | Presidente Vargas         | Um mundo em letras, poses em fotos, o bom da vida, o sorriso, quem acontece… A Presidente Vargas, orgulhosamente, apresenta: a coluna social. Abram as cortinas! Vem celebridade! Só vem! | 177,8 |                                     |
| 3   | Acadêmicos da Cidade Alta | Com as bênçãos de todos os santos, Cidade Alta exalta o bom malandro de alma verde e rosa                                                                                                 | 177,1 |                                     |
| 4   | Sem Compromisso           | ROCAM: servir e proteger! Sob as asas do tucano, a bravura do guerreiro imortal Cândido Mariano, patrimônio do povo amazonense                                                            | 176,4 |                                     |
| 5   | Império do Hawaí          | Do Amazonas para o mundo ver: Roberley Assis, nosso enredo é você | 175,4 |                                     |
| 6   | Dragões do Império        | Dragões do Império abraça: compartilhando histórias, multiplicando sorrisos | 174,8 |                                     |
| 7   | Tradição Leste            | O caminho das pedras | 173,2 |                                     |
| 8   | Beija-Flor do Norte       | Abaciruja, o índio sonhador | 172,3 |                                     |
| 9   | Unidos da Cidade Nova     | Da Pedra Pintada o filho da terra surgiu, no coração do Amazonas para todo o Brasil | 172   | Desce para o Grupo de Acesso B 2021 |
| 10  | Balaku Blaku              | Balaku Blaku em um Brasil de folguedos sagrados e profanos | N/D   | Desce para o Grupo de Acesso B 2021 |

## Grupo de Acesso B
Notas
Classificação Final
| Pos | Escola de Samba               | Enredo | Pts   | Classificação ou rebaixamento      |
| --- | ----------------------------- | --- | ----- | ---------------------------------- |
| 1   | Mocidade Independente da Raiz | Amazônia – Encantos e Magia | 177,7 | Sobe para o Grupo de Acesso A 2021 |
| 2   | Legião de Bambas              | Tributo a Agnaldo do Samba: o Sabiá da Amazônia                                                                                    | 175,8 |                                    |
| 3   | Império do Mauá               | Um grito de alerta, salvem a Amazônia, vamos preservar                                                                             | 174,5 |                                    |
| 4   | Ipixuna                       | Muito prazer, meu nome é Santa Isabel do Rio Negro – Princesa do Reino Encantado dos Tapuruquaras, estrela maior do teto do Brasil | 173,8 |                                    |
| 5   | Unidos do Coophasa            | Tambor | 173   |                                    |
| 6   | Meninos Levados               | Dos fantasmas do Velho Airão ao Santo Ângelo, a procissão, Novo Airão 65 Anos                                                      | 172,4 |                                    |
| 7   | Gaviões do Parque             | Do coração da floresta, música, cor e alegria: Uendel Pinheiro – A voz do samba da Amazônia                                        | 170,2 |                                    |
| 8   | Leões do Barão Açú            | Os Leões na Cabanagem | 166,6 |                                    |